# Raunkiærske system
Det Raunkiærske system er en opdeling af plantearter, hvor man bruger det økologiske begreb livsformer som grundlag for inddelingen i stedet for botaniske begreber som f.eks. slægt og art. Systemet blev første gang beskrevet af den danske botaniker Christen Raunkiær (Raunkiær 1907).
Inddelingerne i det Raunkiærske system bygger på placeringen af plantens vækstpunkter under den ugunstige årstid, vinter eller tørtid:
- A. Fanerofytter er de høje planter, som kan ses hele året, og som tillader sig at bære deres overvintringsknopper højt til vejrs, dvs. mindst 25 cm oppe over jorden. Gruppen omfatter med andre ord alle træer, lianer og næsten alle buske. Eksempler er brandlilje, slåen og småbladet lind.

- B. Chamæfytter er lavtvoksende urteagtige eller træagtige planter, som kan ses hele året, og som bærer deres overvintringsknopper fra omkring jordhøjde til 25 cm oppe over jorden. De tåler mere barske miljøforhold end phanerophytterne på grund af deres lave vækstform (de er mindre udsatte for vindslid og de får mere glæde af varmeudstråling fra jorden). Gruppen omfatter de dværgbuske, som findes i de høje bjerge eller i egne med tundra. Eksempler er skovstar og Hedelyng

- C. Hemikryptofytter visner ned til knopper, der sidder i jordoverfladen, eventuelt lige over eller lige under overfladen, og de skjules ofte om vinteren af førne, som beskytter dem. De er altså "halvskjulte planter", og gruppen omfatter mange bredbladede stauder, græsser og bregner. Eksempler er påskelilje, almindelig tusindfryd og almindelig rypelyng.

- D. Geofytter eller kryptofytter visner bort, så kun de underjordiske dele (løg, knolde eller jordstængler) overvintrer. Gruppen omfatter mange stauder, løgvækster og toårige planter (liljer, løg, kartofler. Georginer osv.). Eksempler er hvidløg, stor nælde og hvid nøkkerose.

- E. Helofytter er sumpplanter, der har rodnettet under lavt vand store dele af året, men toppen i fri luft (f.eks. rørsumpens planter)

- F. Hydrofytter er de planter, som er tilpasset livet i vand, altså ikke blot algerne, men også de højere planter. Gruppen omfatter flydebladsplanter, bundplanter og visse af rørsumpens planter.

- G. Epifytter er planter, som vokser på andre planter, og som derfor har deres overvintrende knopper over jorden. Gruppen omfatter bl.a. alger, mosser, bregner og flere arter inden for orkidé-familien og ananas-familien). Eksempler er almindelig engelsød og spansk mos.

- H. Therofytter er de planter, som klarer de barske årstider i form af frø eller sporer. De klarer hele deres livsforløb på én vækstsæson, som kan være forbavsende kort. De étårige græsser kan bruges som eksempel ligesom de meget kortlevende tokimbladede planter, der pryder ørkener og alpine enge med deres heftige blomstring. Eksempler er Emmer og almindelig fuglegræs.